# Harry Potter i Kamień Filozoficzny (gra komputerowa)
Harry Potter i Kamień Filozoficzny (ang. Harry Potter and the Philosopher's Stone) – gra komputerowa oparta na filmie o tym samym tytule produkowana i wydawana w latach 2001–2003 przez różnych producentów na różne platformy.
Jest to jedyna gra z serii Harry Potter, która nie została zdubbingowana na język polski.

## Fabuła
Fabuła gry opowiada o młodym chłopcu, Harrym Potterze, który odkrywa, że jest czarodziejem. Zostaje wysłany do Szkoły Magii i Czarodziejstwa w Hogwarcie. Zdobywa tam nowych przyjaciół oraz uczy się różnorodnych sztuk magicznych, które pomogą mu przeszkodzić Lordowi Voldemortowi w powrocie na świat.

## Odbiór gry
Gra spotkała się z mieszanym odbiorem krytyków. Krzysztof Żołyński, recenzent z portalu Gry-Online, ocenił wersję gry na PC pozytywnie przyznając, że „gra jest warta fatygi i swojej ceny”. Zauważył jednak, że posiada kilka niedociągnięć, a muzyka nie jest „na pewno szczytem możliwości”. Alan Orman, recenzując grę na portalu Gry WP, uznał ją za „niewyczerpaną kopalnię radości i źródło mnóstwa ciekawych doznań”, nie odpowiadało mu jednak utrudnione sterowanie. Skrytykował także długość gry. Matt Casamassina, recenzent z portalu IGN, ocenił grę średnio chwaląc ją za pomysłowe zagadki. Skrytykował jednak za niedopracowanie i ponowne użycie mechanik z innej gry.